# Abbi Grant
Abbi Grant (født 11. december 1995) er kvindelig skotsk fodboldspiller, der spiller angreb for Birmingham City i FA Women's Super League og Skotlands kvindefodboldlandshold.
Hun fik officielt landsholdsdebut den 6. marts 2018, mod New Zealand, efter at være blevet indkaldt i februar 2018. Hun scorede sit første A-landskampmål ved Pinatar Cup 2020, Island.

## Meritter
Glasgow City
- Scottish Women's Premier League: 2014, 2015, 2017
- Scottish Women's Premier League Cup: 2015
- Scottish Women's Cup: 2014, 2015

RSC Anderlecht
- Super League Vrouwenvoetbal: 2018/19